# 上海明天广场JW万豪酒店

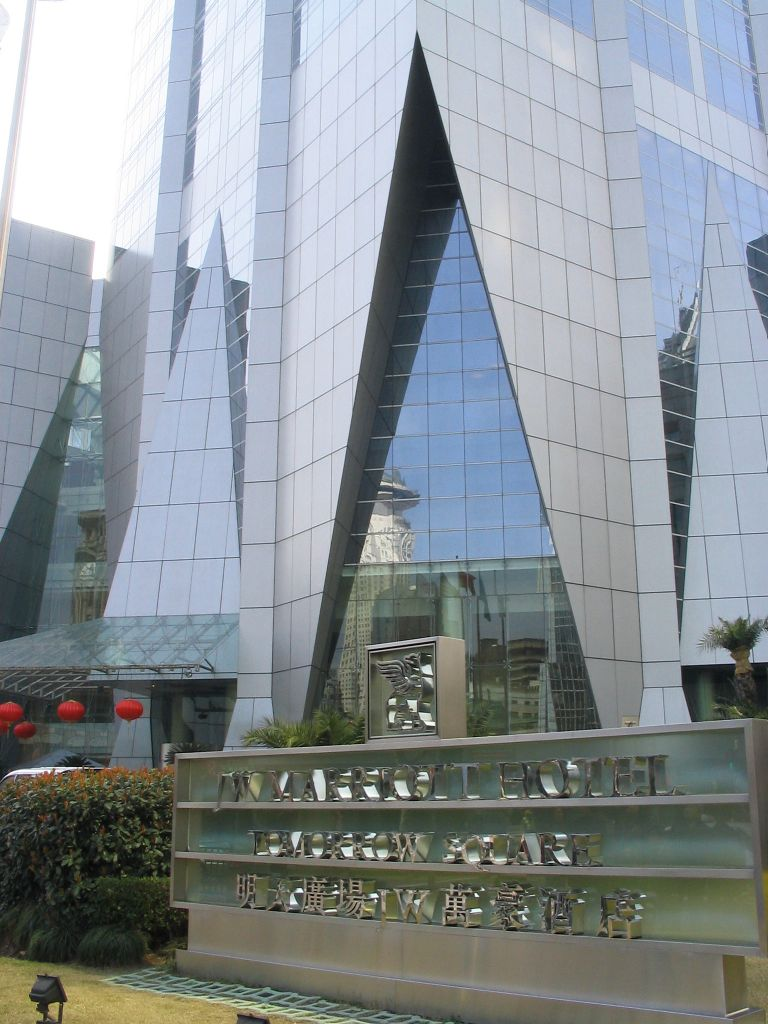
上海明天广场JW万豪酒店

上海明天广场JW万豪酒店（英語：JW Marriott Hotel Shanghai at Tomorrow Square）是一家位于上海的超豪华酒店，坐落于人民广场西北角的南京西路399号。由美国约翰·波特曼建筑设计事务所与上海建筑设计研究院共同设计。

## 历史
酒店位于著名的60层建筑明天广场的38至60层，是一间五星级酒店，于2003年10月1日开业。酒店有305间客房，37间套房。酒店由万豪国际酒店集团管理。

## 交通
- 上海轨道交通
  - 一号线、二号线、八号线：人民广场站

31°13′56″N 121°27′55″E / 31.23231°N 121.46518°E